# Arend Lang
Arend Wilhelm Lang (* 15. September 1909 in Leer, Ostfriesland; † 23. Februar 1981 in Aurich) war ein deutscher Mediziner, Nationalsozialist, Privatgelehrter und Kartograf.

## Leben
Lang war der Sohn eines Eisengießereifabrikanten. Er trat 1928 in den Jungdeutschen Orden ein. Nach dem Abitur in seiner Heimatstadt studierte er ab 1929 Medizin an den Universitäten München, Wien und Bonn. Zum 1. September 1931 trat Lang der NSDAP (Mitgliedsnummer 607.741) und im November der SS bei (SS-Nummer 24.178), wo er 1943 bis zum SS-Obersturmbannführer aufstieg. Als Angehöriger der SS-Standarte 11 nahm er 1934 maßgeblich am gescheiterten Juliputsch in Wien teil. Danach setzte er sich in die Tschechoslowakei ab und wurde von dort ins Deutsche Reich abgeschoben. An der Universität Bonn beendete er sein Medizinstudium und wurde dort 1936 zum Dr. med. promoviert. Nach seiner Bestallung erhielt er Anfang März 1937 als Hilfsarzt eine Anstellung am Gesundheitsamt Aurich, wo er eine Denkschrift zur „Lösung des Asozialenproblems durch das Gesetz zur Verhütung erbkranken Nachwuchses (Dargestellt an dem Ort Moordorf, Regierungsbezirk Aurich)“ verfasste. Ab März 1938 war er für das Rasse- und Siedlungshauptamt der SS tätig. Er leitete nach dem Anschluss Österreichs an das Deutsche Reich von Anfang Oktober 1938 bis März 1941 die Abteilung „Erb- und Rassenpflege“ im Hauptgesundheitsamt der Gemeindeverwaltung des Reichsgaus Wien, wo er eine erbbiologische Kartei anlegte. In Personalunion übernahm er die stellvertretende Leitung im Rassenpolitischen Amt der NSDAP in Wien. Des Weiteren war er Beisitzer am Erbgesundheitsobergericht Wien. Mitte Mai 1941 wurde er Referent für „biologische Volkstumsfragen“ im Reichsausschuss für Volksgesundheitsdienst beim Reichsinnenministerium.
Seit seiner Jugendzeit mit der Landeskunde Frieslands befasst, gehörte er 1938 zu den Mitbegründern der Friesischen Akademie Leeuwarden. Nach dem Westfeldzug nahm er in den deutsch besetzten Niederlanden Propagandaaufgaben wahr. Ab April 1942 war er Truppenarzt beim Heer der Wehrmacht.
Nach Kriegsende befand sich Lang in amerikanischer Kriegsgefangenschaft, aus der er im September 1945 entweichen konnte. Er tauchte in Nordfriesland unter und wandte sich der historischen Kartografie zu. Im Zuge der Entnazifizierung wurde gegen ihn jahrelang ermittelt. 1949 schließlich wurde gegen ihn als ehemaliges SS-Mitglied und Teilnehmer am Juliputsch ein Haftbefehl erlassen. Nach einer Vernehmung in Flensburg wurde er im Herbst 1949 schließlich auf freien Fuß gesetzt.
Lang zog 1949 nach Juist, wo er sich als Privatgelehrter niederließ. Er wurde ein international „anerkannter Fachmann für Seekartografie und Experte für die Kartographie der friesischen Küste“. Neben entsprechenden Lehraufträgen an deutschen Universitäten publizierte er in diesem Rahmen auch Fachliteratur. Er wurde Leiter des Küstenmuseums Juist.
Arend Lang war mit Carola (1925–2010), geborene Loose, verheiratet. Er starb 1981 und wurde auf dem Dünenfriedhof der Insel Juist beigesetzt.

## Ehrungen
- Ubbo-Emmius-Medaille der Ostfriesischen Landschaft (1973)[6]
- Michael Prestel Medaille der Naturforschenden Gesellschaft zu Emden (1976)[6]

## Schriften (Auswahl)
- Über die Wohn- und Wasserverhältnisse des Kreises Leer, Bonn, Med. Dissertation, 1937
- Zur Lösung des Asozialenproblems durch das Ges. z. V. e. N., dargestellt an dem Dorf Moordorf, Regierungsbezirk Aurich, Denkschrift 1938
- Das Juister Watt : Entwicklung d. Inseln u.d. Festlandes um d. Wattengebiet von Juist bis Norderney seit d. 16. Jahrhundert, Dorn, Bremen-Horn 1955 (Schriften der Wirtschaftswissenschaftlichen Gesellschaft zum Studium Niedersachsens e. V.; Bd. 57; Veröffentlichungen des Niedersächsischen Amtes für Landesplanung und Statistik)
- Gestaltungswandel des Emsmündungstrichters : Untersuchungen z. Entwicklung d. Emsmündung von d. Mitte d. 16. bis z. Beginn d. 20. Jahrhunderts, Dorn, Bremen-Horn 1958 (Schriften der Wirtschaftswissenschaftlichen Gesellschaft zum Studium Niedersachsens e. V. Bd. 58; Veröffentlichungen des Niedersächsischen Amtes für Landesplanung und Statistik)
- Kleine Kartengeschichte Frieslands zwischen Ems und Jade : Entwicklung d. Land- u. Seekartographie von ihren Anfängen bis zum Ende d. 19. Jahrhunderts, Norden / Soltau 1962 (Hrsg.: Kreis- u. Stadtsparkasse Norden)
- Geschichte des Seezeichenwesens. Entwicklung, Aufbau und Verwaltung des Seezeichenwesens an der deutschen Nordseeküste bis zur Mitte des 19. Jahrhunderts, Der Bundesminister für Verkehr, Bonn 1965
- Untersuchungen zur morphologischen Entwicklung des Dithmarscher Watts von der Mitte des 16. [sechzehnten] Jahrhunderts bis zur Gegenwart, Freie Hansestadt Hamburg, Behörde f. Wirtschaft u. Verkehr, Strom- u. Hafenbau, Hamburg 1975 (gehört zu: Hamburger Küstenforschung ; H. 31)
- Historisches Seekartenwerk der Deutschen Bucht, (6 Lfg., 1969–1981)